# Torrent del Bosc (Castellcir)

El Torrent del Bosc, respecte del terme de Castellcir

El torrent del Bosc és un torrent dels termes municipals de Sant Martí de Centelles, Sant Quirze Safaja i Castellcir, a la comarca d'Osona el primer, i a la del Moianès els altres dos.
Es forma en el terme de Sant Martí de Centelles, a l'extrem sud-oest del Camp de les Perera, damunt i a ponent del poble de Sant Martí de Centelles, des d'on davalla cap a l'oest-sud-oest fent moltes giragonses, pel sud de l'Estalviada, recorre tot el Sot dels Trèmols, i, deixant al sud i a l'oest la Carena dels Brucs, arriba al lloc on abandona el terme de Sant Martí de Centelles per entrar en el de Castellcir, en un lloc acongostat per l'extrem meridional de la Serra de Bernils, el sud-oest de l'esmentada Carena dels Brucs i l'extrem nord-occidental de la Carena de Bassapedrells just a migdia d'on hi havia el Molí Nou.
Ja en terres de Castellcir, passa a migdia de les Solanes, lloc on en un breu tram fa de termenal entre Castellcir i Sant Quirze Safaja, per tornar-se a endinsar en el terme castellcirenc, en direcció sud-oest. Passa a ponent de la Baga de la Balma Fosca i de la Solella del Bosc i a llevant del Pla de l'Estepar, deixa a ponent el Bosc del Bosc i va a passar ran, a l'oest, de la masia del Bosc. Al cap de poc, després de deixar a l'est la Baga del Bosc i la Baga de Serratacó, s'aboca en la riera de Castellcir.